# 2016년 대한민국의 주말 흥행 1위 영화 목록
다음은 2016년 대한민국에서 주말(금요일 ~ 일요일) 간 박스오피스 1위를 달성한 영화의 목록이다.
| #  | 날짜             | 영화                                   | 수입 (단위: ₩) | 비고 |
| -- | ---------------- | -------------------------------------- | -------------- | ---- |
| 1  | 2016년 1월 3일   | 《히말라야》                           | 10,119,299,067 |      |
| 2  | 2016년 1월 10일  | 《굿 다이노》                          | 3,613,052,300  |      |
| 3  | 2016년 1월 17일  | 《레버넌트: 죽음에서 돌아온 자》       | 5,709,774,388  |      |
| 4  | 2016년 1월 24일  | 《레버넌트: 죽음에서 돌아온 자》       | 3,371,224,762  |      |
| 5  | 2016년 1월 31일  | 《쿵푸 팬더 3》                        | 10,965,855,320 |      |
| 6  | 2016년 2월 7일   | 《검사외전》                           | 18,919,510,651 |      |
| 7  | 2016년 2월 14일  | 《검사외전》                           | 10,940,581,813 |      |
| 8  | 2016년 2월 21일  | 《데드풀》                             | 9,170,226,421  |      |
| 9  | 2016년 2월 28일  | 《귀향》                               | 5,994,142,906  |      |
| 10 | 2016년 3월 6일   | 《귀향》                               | 4,835,876,632  |      |
| 11 | 2016년 3월 13일  | 《주토피아》                           | 2,817,848,094  |      |
| 12 | 2016년 3월 20일  | 《주토피아》                           | 2,944,047,252  |      |
| 13 | 2016년 3월 27일  | 《배트맨 대 슈퍼맨: 저스티스의 시작》  | 9,887,435,637  |      |
| 14 | 2016년 4월 3일   | 《배트맨 대 슈퍼맨: 저스티스의 시작》  | 2,915,421,534  |      |
| 15 | 2016년 4월 10일  | 《날, 보러와요》                       | 2,638,362,423  |      |
| 16 | 2016년 4월 17일  | 《시간이탈자》                         | 2,820,257,835  |      |
| 17 | 2016년 4월 24일  | 《시간이탈자》                         | 2,000,148,925  |      |
| 18 | 2016년 5월 1일   | 《캡틴 아메리카: 시빌 워》             | 23,922,018,149 |      |
| 19 | 2016년 5월 8일   | 《캡틴 아메리카: 시빌 워》             | 13,744,025,027 |      |
| 20 | 2016년 5월 15일  | 《곡성》                               | 15,381,822,482 |      |
| 21 | 2016년 5월 22일  | 《곡성》                               | 11,332,746,524 |      |
| 22 | 2016년 5월 29일  | 《엑스맨: 아포칼립스》                 | 10,186,418,020 |      |
| 23 | 2016년 6월 5일   | 《아가씨》                             | 10,857,861,090 |      |
| 24 | 2016년 6월 12일  | 《정글북》                             | 6,663,233,569  |      |
| 25 | 2016년 6월 19일  | 《정글북》                             | 5,446,789,616  |      |
| 26 | 2016년 6월 26일  | 《인디펜던스 데이: 리써전스》          | 6,271,078,140  |      |
| 27 | 2016년 7월 3일   | 《굿바이 싱글》                        | 5,579,701,215  |      |
| 28 | 2016년 7월 10일  | 《도리를 찾아서》                      | 7,134,006,698  |      |
| 29 | 2016년 7월 17일  | 《나우 유 씨 미 2》                    | 9,123,174,909  |      |
| 30 | 2016년 7월 24일  | 《부산행》                             | 27,346,343,576 |      |
| 31 | 2016년 7월 31일  | 《인천상륙작전》                       | 14,949,858,707 |      |
| 32 | 2016년 8월 7일   | 《덕혜옹주》                           | 9,792,625,859  |      |
| 33 | 2016년 8월 14일  | 《터널》                               | 15,295,609,747 |      |
| 34 | 2016년 8월 21일  | 《터널》                               | 9,441,770,755  |      |
| 35 | 2016년 8월 28일  | 《터널》                               | 5,626,289,595  |      |
| 36 | 2016년 9월 4일   | 《터널》                               | 2,932,010,620  |      |
| 37 | 2016년 9월 11일  | 《밀정》                               | 13,471,948,077 |      |
| 38 | 2016년 9월 18일  | 《밀정》                               | 17,273,923,184 |      |
| 39 | 2016년 9월 25일  | 《밀정》                               | 3,937,749,622  |      |
| 40 | 2016년 10월 2일  | 《아수라》                             | 9,190,484,492  |      |
| 41 | 2016년 10월 9일  | 《미스 페레그린과 이상한 아이들의 집》 | 5,573,566,172  |      |
| 42 | 2016년 10월 16일 | 《럭키》                               | 13,867,802,648 |      |
| 43 | 2016년 10월 23일 | 《럭키》                               | 12,346,823,825 |      |
| 44 | 2016년 10월 30일 | 《닥터 스트레인지》                    | 14,812,389,589 |      |
| 45 | 2016년 11월 6일  | 《닥터 스트레인지》                    | 9,307,537,783  |      |
| 46 | 2016년 11월 13일 | 《닥터 스트레인지》                    | 5,109,984,700  |      |
| 47 | 2016년 11월 20일 | 《신비한 동물사전》                    | 12,566,198,715 |      |
| 48 | 2016년 11월 27일 | 《신비한 동물사전》                    | 7,904,126,636  |      |
| 49 | 2016년 12월 4일  | 《형》                                 | 4,954,655,379  |      |
| 50 | 2016년 12월 11일 | 《판도라》                             | 9,300,551,610  |      |
| 51 | 2016년 12월 18일 | 《판도라》                             | 8,276,685,152  |      |
| 52 | 2016년 12월 25일 | 《마스터》                             | 19,055,662,809 |      |

## 최고 매출 영화
| 순위 | 영화                       | 배급사                    | 대한민국 매출액 (단위: ₩) |
| ---- | -------------------------- | ------------------------- | ------------------------- |
| 1    | 《부산행》                 | NEW                       | 93,178,283,048            |
| 2    | 《검사외전》               | 쇼박스                    | 77,320,403,264            |
| 3    | 《캡틴 아메리카: 시빌 워》 | 월트 디즈니 컴퍼니 코리아 | 72,672,111,827            |
| 4    | 《밀정》                   | 워너 브라더스 코리아      | 61,269,783,831            |
| 5    | 《터널》                   | 쇼박스                    | 57,529,484,417            |
| 6    | 《럭키》                   | 쇼박스                    | 56,444,469,256            |
| 7    | 《곡성》                   | 20세기 폭스 코리아        | 55,863,520,382            |
| 8    | 《인천상륙작전》           | CJ E&M                    | 55,101,410,303            |
| 9    | 《닥터 스트레인지》        | 월트 디즈니 컴퍼니 코리아 | 47,481,848,396            |
| 10   | 《덕혜옹주》               | 롯데엔터테인먼트          | 44,393,828,109            |

## 같이 보기
- 2016년 대한민국의 영화 목록

## 참고 자료
- KOFIC 영화진흥위원회 주간/주말 박스오피스 참고